# 화학 원소 명명 논란 목록
현재 인정되는 화학 원소의 이름과 기호는 국제 순수·응용 화학 연합(IUPAC)에서 결정되며, 일반적으로 각 원소의 공인된 발견자의 주장을 따른다. 그러나 여러 원소의 이름이 IUPAC이 공식 명칭을 확정할 때까지 논란의 대상이 되어왔다. 대부분의 경우, 논란은 원소의 존재에 대한 결정적인 증거를 누가 먼저 찾았는지, 또는 어떤 증거가 실제로 결정적이었는지에 대한 우선권 다툼 때문이었다.

## 23번 원소 (바나듐V)
바나듐(프레이야의 또 다른 이름인 스칸디나비아 다산의 여신 바나디스에서 유래)은 1801년 멕시코시티에서 스페인 태생의 멕시코 광물학자 안드레스 마누엘 델 리오가 맨 처음 발견했다. 그는 "갈색 납" 광석(플로모 파르도 데 시마판, 현재는 바나딘석으로 명명됨) 샘플을 받아 분석하던 도중 이 원소를 발견했다. 실험을 통해 그는 이 원소가 다양한 색깔의 염을 형성한다는 것을 발견하여, 이 원소를 판크로뮴(panchromium, 그리스어로 "모든 색깔"을 의미)이라고 명명했다. 리오는 나중에 대부분의 염이 가열되면 붉은색으로 변하기 때문에 이 물질을 에리트로늄(erythronium)으로 개명했다. 프랑스의 화학자 이폴리트 빅토르 콜레 데스코틸은 델 리오의 새로운 원소가 단지 불순물이 낀 크로뮴이라고 잘못 주장했다. 델 리오는 자신이 틀렸다고 생각하고 델 리오의 친구 알렉산더 폰 훔볼트도 지지한 프랑스 화학자의 주장을 받아들였다.
1831년, 스웨덴의 닐스 가브리엘 세프스트룀은 철 광석을 연구하던 중 발견한 새로운 산화물에서 바나듐을 재발견했다. 그는 이 원소가 많은 아름다운 색깔의 화학 화합물을 생성하기 때문에 아름다움과 다산과 관련된 측면을 가진 북유럽 바니르 신 프레이야의 또 다른 이름인 고대 노르드어 바나디스(Vanadís)를 따서 스웨덴어로 바나딘(vanadin)이라고 명명했다 (이는 독일어와 영어 등 다른 언어에서는 바나듐으로 바뀌었다). 같은 해 말, 프리드리히 뵐러는 델 리오의 초기 연구를 확인했다. 나중에 미국 최초의 지질학자 중 한 명인 조지 윌리엄 페더스턴하우는 델 리오의 이름을 따서 이 원소를 "리오늄"(rionium)이라고 명명해야 한다고 제안했지만 이는 실현되지 않았다.

## 41번 원소 (나이오븀Nb)
찰스 해칫은 1801년 41번 원소를 콜럼븀이라고 명명했다. (columbium, Cb), 그러나 1809년 윌리엄 하이드 울러스턴의 "콜럼븀과 탄탈의 동일성" 출판 이후, 해칫의 발견 주장은 실수였다고 반박된 것으로 간주되었다.
1846년, 하인리히 로제는 탄탈석에 탄탈과 유사한 원소가 포함되어 있음을 발견하고 이를 나이오븀이라고 명명했다. 1860년대에는 나이오븀과 콜럼븀이 같은 원소이며 탄탈과 다르다는 것이 밝혀졌다.
IUPAC은 100년간의 논란 끝에 1949년 나이오븀을 공식적으로 채택했다.

## 70번 원소 (이터븀Yb) 및 71번 원소 (루테튬Lu)
스웨덴의 한 마을인 위테르뷔에서 유래한 광물인 가돌리나이트는 이트리아, 어비아 (하위 구성 요소로 이터비아) 및 터비아 등 여러 화합물(산화물 또는 흙)로 구성되어 있다.
1878년, 장 샤를 갈리사르 드 마리냐크는 이터비아가 자신이 이터븀이라고 명명한 새로운 원소로 구성되어 있다고 추정했다 (그러나 실제로는 두 개의 새로운 원소가 있었다). 1907년, 조르주 위르뱅은 이터비아에서 70번 원소와 71번 원소의 산화물을 분리했다. 그는 70번 원소를 네오이터븀 ("새로운 이터븀")이라고 불렀고, 71번 원소를 루테슘이라고 불렀다.
거의 동시에, 카를 아우어 폰 벨스바흐도 독립적으로 이들을 분리하여 70번 원소 (이터븀)에 대해 황소자리의 별 알데바란을 따서 알데바라늄 (Ad)을, 71번 원소(루테튬)에 대해 카시오페이아자리를 따서 카시오페이움 (Cp)을 제안했지만, 두 제안 모두 거부되었다.
네오이터븀(70번 원소)은 결국 마리냐크의 이름을 따서 이터븀으로 환원되었고, 1949년 루테슘(lutecium, 71번 원소)의 철자가 루테튬으로 변경되었다.

## 72번 원소 (하프늄Hf)
1911년, 조르주 위르뱅은 원자량에 따라 루테튬 다음의 희토류 원소 발견을 발표했으며, 이를 셀튬(celtium)이라고 불렀다. 모즐리의 법칙이 발견되면서 "셀튬"은 72번 원소로 식별되었다. 그러나 헨리 모즐리는 위르뱅의 "셀튬" 샘플이 72번 원소를 포함하지 않았음을 보여주었고, 따라서 이 원소는 발견되지 않은 상태로 남아 있었다. 하지만 1922년, 알렉상드르 도빌리에는 위르뱅의 샘플에서 72번 원소의 희미한 X선 스펙트럼 선을 발견했다. 1922년 12월 또는 1923년 1월, 디르크 코스터와 게오르크 카를 폰 헤베시는 지르콘에서 72번 원소를 발견했으며, 이는 지르코늄과 유사하고 희토류 원소와는 다르다는 것을 보여주었다. 그들은 도빌리에의 결과를 의심스럽게 여겨 72번 원소를 하프늄이라고 명명했다. 그럼에도 불구하고 위르뱅은 계속해서 자신이 72번 원소의 진정한 발견자라고 생각했기 때문에 프랑스 화학 문헌에서는 하프늄에 대해 "셀튬"이라는 이름이 계속 사용되었다. IUPAC은 1949년에 최종적으로 "하프늄"이라는 이름을 확정했다.

## 74번 원소 (텅스텐W)
74번 원소는 18세기 말부터 발견된 두 가지 광물 이름을 따서 텅스텐과 볼프람(wolfram)이라는 두 가지 이름으로 알려져 있었다. 1949년 IUPAC은 볼프람을 통용명으로 정했다. 그러나 이 결정은 많은 비판을 받았고 1951년에 철회되어 언어에 따라 두 이름이 계속 사용되고 있다.

## 102~109번 원소
발견 당시, 특히 102번에서 109번 원소까지의 명칭에 대한 논란이 있었다. 마침내 국제 순수·응용 화학 연합 (IUPAC) 위원회는 분쟁을 해결하고 각 원소에 대해 하나의 이름을 채택했다. 또한 임시로 붙이는 원소명인 체계적 원소 이름을 채택했다.

### 102번 원소 (노벨륨No)
IUPAC은 알프레드 노벨을 기려 노벨륨(No)이라는 이름을 비준했다.

### 103번 원소 (로렌슘Lr)
IUPAC은 제네바에서 열린 회의에서 어니스트 로런스를 기려 로렌슘 (Lr)이라는 이름을 비준했다. 이 이름은 미국화학회에서 지지했다.

### 104번 원소 (러더포듐Rf)
두브나에 있는 합동원자핵연구소 (당시 소련, 현재 러시아)는 소련 핵폭탄의 아버지인 이고리 쿠르차토프를 기려 원소 104를 쿠르차토븀 (kurchatovium. Ku)이라고 명명했고, 미국 캘리포니아 대학교 버클리는 어니스트 러더퍼드를 기려 원소 104를 러더포듐 (Rf)이라고 명명했다.
1997년, IUPAC 위원회는 원소 104를 러더포듐으로 명명할 것을 권고했다.

### 105번 원소 (더브늄Db)
두브나(모스크바 북부의 러시아 도시)에 있는 합동원자핵연구소는 닐스 보어의 이름을 따서 원소 105를 닐스보륨(nielsbohrium, Ns)이라고 명명할 것을 제안했고, 캘리포니아 대학교 버클리는 오토 한을 기려 하늄 (hahnium, Ha)이라는 이름을 제안했다.
IUPAC은 원소 105를 두브나를 따서 더브늄으로 명명할 것을 권고했다.

### 106번 원소 (시보귬Sg)
이 원소는 거의 동시에 두 연구소에서 발견되었다. 1974년 6월, 소련의 게오르기 플료로프가 이끄는 두브나의 합동원자핵연구소 팀은 동위원소 259106을 생성했다고 보고했고, 1974년 9월, 캘리포니아 대학교 버클리의 로런스 방사선 연구소에서 앨버트 기오소가 이끄는 미국 연구팀은 동위원소 263106을 생성했다고 보고했다. 미국팀의 작업이 먼저 독립적으로 확인되었기 때문에, 미국인은 미국의 화학자 글렌 T. 시보그를 기려 시보귬 (Sg)이라는 이름을 제안했다. 이 이름은 시보그가 아직 살아 있었기 때문에 극도로 논란이 많았다.
1992년 국제 위원회는 버클리 연구소와 두브나 연구소가 발견 공로를 공유해야 한다고 결정했다. 원소 명명 논란이 불거졌고 그 결과 IUPAC은 운닐헥슘 (Unh)을 임시 체계적 원소 이름으로 채택했다.
1994년, IUPAC 위원회는 살아있는 사람의 이름을 따서 원소를 명명할 수 없다는 규칙을 채택했다. 이 판결은 미국화학회의 강력한 반대에 부딪혔다.
시보그와 기오소는 99번과 100번 원소를 알베르트 아인슈타인과 엔리코 페르미의 생전에 아인슈타이늄 (Es)과 페르뮴 (Fm)으로 명명한 선례가 있었음을 지적했다. 비록 이 이름들은 아인슈타인과 페르미의 사망 후까지 공개적으로 발표되지 않았지만 말이다. 1997년, 104번부터 108번 원소까지를 포함하는 타협안의 일환으로, 106번 원소에 대한 시보귬이라는 이름이 국제적으로 인정되었다.

### 107번 원소 (보륨Bh)
일부에서는 닐스 보어를 기려 닐스보륨 (Ns)이라는 이름을 제안했다 (이는 원소 105에 대한 동일한 이름 제안과는 별개였다). IUPAC은 운닐셉튬 (Uns)을 임시 체계적 원소 이름으로 채택했다. 1994년, IUPAC 위원회는 원소 107을 닐스 보어를 기리되 그의 성만 사용하여 보륨 (Bh)으로 명명할 것을 권고했다. 이는 성만 따서 명명하는 다른 개인 기념 원소의 이름과 일치하지만, 라틴어를 포함한 일부 언어에서 붕소가 보륨으로 불리기 때문에 혼동될 수 있다는 우려로 많은 사람들의 반대에 부딪혔다. 그럼에도 불구하고 원소 107에 대한 보륨이라는 이름은 1997년에 국제적으로 인정되었다.

### 108번 원소 (하슘Hs)
IUPAC은 운닐옥튬 (Uno)을 임시 체계적 원소 이름으로 채택했다.
1997년, IUPAC 위원회는 원소 108을 독일 헤센주 (라틴어로는 하시아)를 기려 하슘 (Hs)으로 명명할 것을 권고했다. 이 주에는 여러 새로운 원소가 발견되거나 확인된 GSI 헬름홀츠 중이온 연구소가 위치한 다름슈타트 시가 있다. 이 원소 이름은 국제적으로 승인되었다.

### 109번 원소 (마이트너륨Mt)
IUPAC은 운닐엔늄 (Une)을 임시 체계적 원소 이름으로 채택했다. 마이트너륨은 명명 논란에서 논의되었지만, 유일한 제안이었으므로 논란이 없었다. 1997년, IUPAC 위원회는 리제 마이트너를 기려 마이트너륨 (Mt)이라는 이름을 채택했다.

### 101~112번 원소
트랜스페르뮴 전쟁

## 같이 보기
- 화학 원소 이름 어원 목록
- 시보귬의 역사
- 원소 기호 § 현재 사용되지 않는 기호 및 명칭
- IUPAC/IUPAP 합동 실무단 (새로운 원소의 발견 및 명명 주장을 심의하는 기관)

## 참고 문헌
- Rayner-Canham, Geoff; Zheng, Zheng (2007). 《Naming elements after scientists: an account of a controversy》. 《Foundations of Chemistry》 10. 13쪽. doi:10.1007/s10698-007-9042-1. S2CID 96082444.
- Holden, N. E. (2004년 3월 12일). “History of the Origin of the Chemical Elements and Their Discoverers”. National Nuclear Data Center.